# Air Serbia
Air Serbia, prej znana kot Jat Airways, je največja srbska letalska družba. Glavno letališče družbe je Letališče Nikola Tesla v Beogradu.

## Zgodovina
Družbo, prvotno imenovano Aeroput, so ustanovili leta 1927. Prvi komercialni polet na relaciji Beograd–Zagreb je bil opravljen dne 15. 2. 1928 z letalom Potez 29. Po drugi svetovni vojni, točneje leta 1947, so letala pričela leteti pod imenom Jugoslovenski aerotransport (JAT). Ime se je obdržalo do leta 2003, ko so družbo preimenovali v JAT Airways. 
1. avgusta 2013 je bil dosežen dogovor med JAT Airways, vlado republike Srbije in nacionalnim letalskim prevoznikom Združenih arabskih emiratov, Etihad Airways, o strateškem partnerstvu s poskusno dobo petih let. Etihad Airways je postal 49 % lastnik JAT Airways, preostali delež je ostal v rokah srbske države. V oktobru 2013 so podjetju nadeli novo ime, Air Serbia.

## Destinacije
Air Serbia domuje na dveh letališčih: Letališče Nikola Tesla Beograd in Letališče Konstantin Veliki - Niš. Z Niša Air Serbia ponuja tedenske lete v Zürich. Vsi ostali leti v spodnji tabeli so leti z beograjskega letališča. 
| Država                   | Destinacija | Država             | Destinacija | Država              | Destinacija     |
| ------------------------ | ----------- | ------------------ | ----------- | ------------------- | --------------- |
| Libija                   | Tripoli     | Črna gora          | Podgorica   | Nemčija             | München         |
| Tunizija                 | Monastir    | Črna gora          | Tivat       | Nemčija             | Stuttgart       |
| Tunizija                 | Tunis       | Danska             | København   | Nizozemska          | Amsterdam       |
| Izrael                   | Tel Aviv    | Francija           | Pariz       | Rusija              | Moskva          |
| Združeni arabski emirati | Dubaj       | Grčija             | Atene       | Slovenija           | Ljubljana       |
| Albanija                 | Tirana      | Italija            | Rim         | Slovenija           | Portorož        |
| Avstrija                 | Dunaj       | Italija            | Trst        | Švedska             | Göteborg        |
| Belgija                  | Bruselj     | Malta              | Valletta    | Švedska             | Stockholm       |
| Bosna in Hercegovina     | Banja Luka  | Severna Makedonija | Skopje      | Švica               | Zürich          |
| Bosna in Hercegovina     | Sarajevo    | Nemčija            | Berlin      | Švica               | Zürich (z Niša) |
| Ciper                    | Larnaka     | Nemčija            | Düsseldorf  | Turčija             | Carigrad        |
| Češka                    | Praga       | Nemčija            | Frankfurt   | Združeno kraljestvo | London          |